# Dòlmens de la Serra de l'Arca
Els dòlmens de la Serra de l'Arca formen un grup de set sepulcres megalítics de la serra de l'Arca. Amb la paraula arca es designava en èpoques anteriors les construccions megalítiques. Aquesta serra es troba al sector nord-occidental del massís del Montseny dins dels termes d'Aiguafreda i el Brull. El conjunt està datat del Calcolític, 2200-1800 a.e.c.

## Dolmen del Pla del Boix
El dolmen del Pla del Boix és una cambra simple, rectangular, formada per cinc grans lloses calcàries i es troba al Brull, a 100 m a l'est del trencall que va al Bruguer.
Està inclòs a l'Inventari del Patrimoni Arqueològic i Paleontològic de Catalunya.

## Dolmen de la Creu de la Parròquia
Només queden restes del dolmen de la Creu de la Parròquia o dolmen de Can Brull, però se'n conserva el túmul.

## Dolmen de la serra de l'Arca I
El dolmen de la serra de l'Arca I està destruït i només se'n reconeix una llosa tombada envoltada de les pedres que l'haurien constituït.
Està inclòs a l'Inventari del Patrimoni Arqueològic i Paleontològic de Catalunya.

## Dolmen de la serra de l'Arca II
El dolmen de la serra de l’Arca II o dolmen de la Costa de Can Brull es troba tocant la pista que va d’Aiguafreda al Brull. El van trobar el 1915. Té 2,90 m de llargada, 1,2 m d’amplada i 1,90 m d’alçària i només hi queden dues lloses dretes sobre un túmul d'uns 8 m de diàmetre. En l'excavació de Ricard Batista el 1962, s'hi van trobar petits fragments ossis i peces dentals (actualment al Museu Episcopal de Vic). Va ser reconstruït l’any 1965.
Està inclòs a l'Inventari del Patrimoni Arqueològic i Paleontològic de Catalunya.

## Dolmen de la Casa Nova de Can Serra
A tocar les ruïnes de la Casa Nova de Can Serra hi ha les restes del dolmen de la Casa Nova de Can Serra. S'observen dues grans lloses fixades de forma vertical, una lateral i l'altra de la capçalera.
Està inclòs a l'Inventari del Patrimoni Arqueològic i Paleontològic de Catalunya.

## Dolmen de Cruïlles
El dolmen de Cruïlles o dolmen de Cal Cabrer es troba en una zona planera amb pins formada per un turonet prop d'una cruïlla dels camins de Vilargent i de les Pinedes a uns 400 m a l'est del castell de Cruïlles que li dona el nom. El megàlit presenta dues enormes lloses laterals, lleugerament inclinades i orientades de sud-est a nord-oest i conserva restes del túmul. En el moment del seu descobriment l'any 1917 tenia una llosa de capçalera que ha desaparegut posteriorment. El dolmen mida 3,40 m de longitud, per 1,70 m d'amplada, per 1,30 m d'alçada. El 2003 es van promoure l'excavació arqueològica del dolmen. Les troballes, entre altres fragments de ceràmica i rodelles d'os, són dipositades al Museu Episcopal de Vic.
Està inclòs a l'Inventari del Patrimoni Arqueològic i Paleontològic de Catalunya.

## Paradòlmens del Duc
Els dos paradòlmens del Duc o paradòlmens del Serrat del Duc es troben al terme de Centelles, a l'esquerra del camí que va dels Terrissos Vermells (Sant Martí de Centelles) a la pista de Sant Pau. Estan separats per 9 m. Tenen l'aspecte de cista petita oberta de planta irregular i tendència poligonal. En una excavació l’any 1961 Ricard Batista hi va trobar fragments de ceràmica i ossos als voltants, que van ser dipositats al Museu Episcopal de Vic.

## Galeria

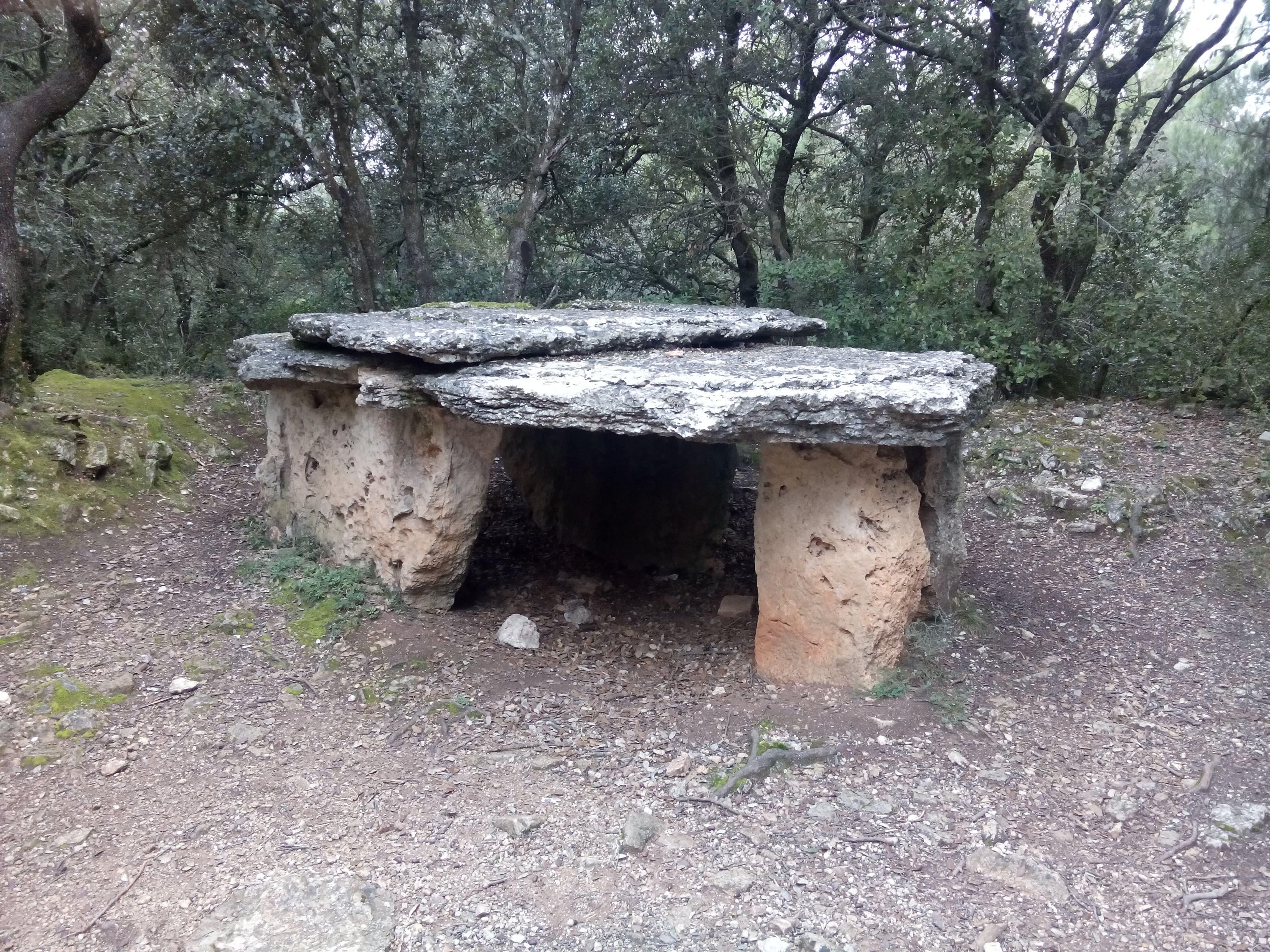
Dolmen de Serra de l'Arca II
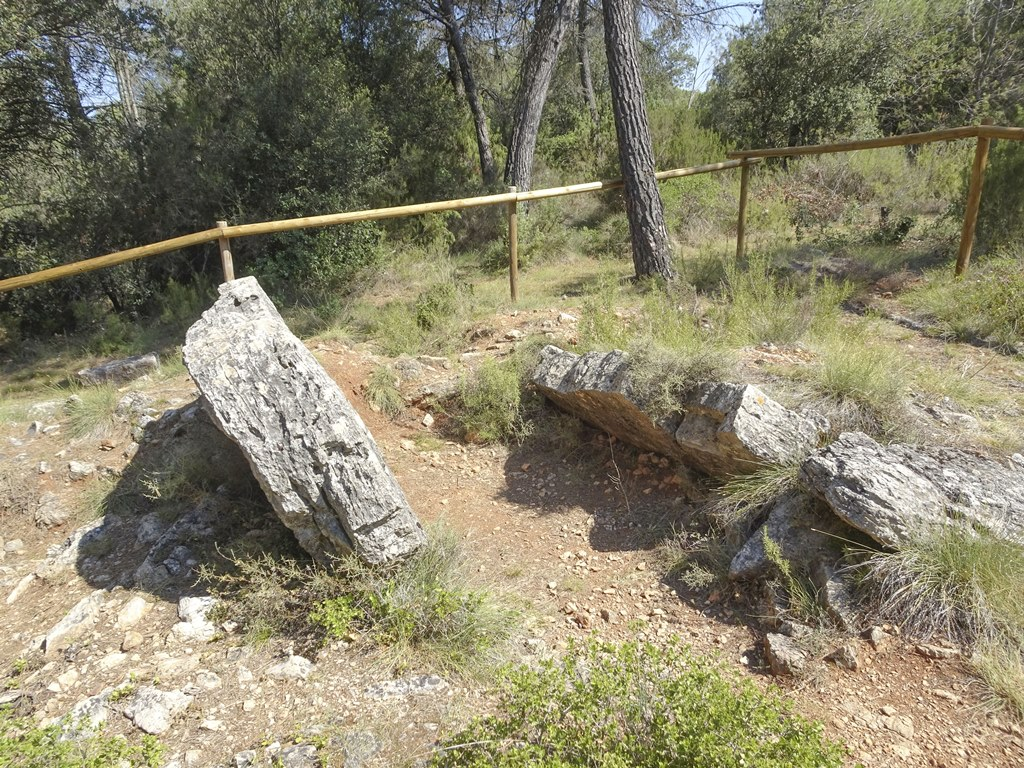
Dolmen de Cruïlles
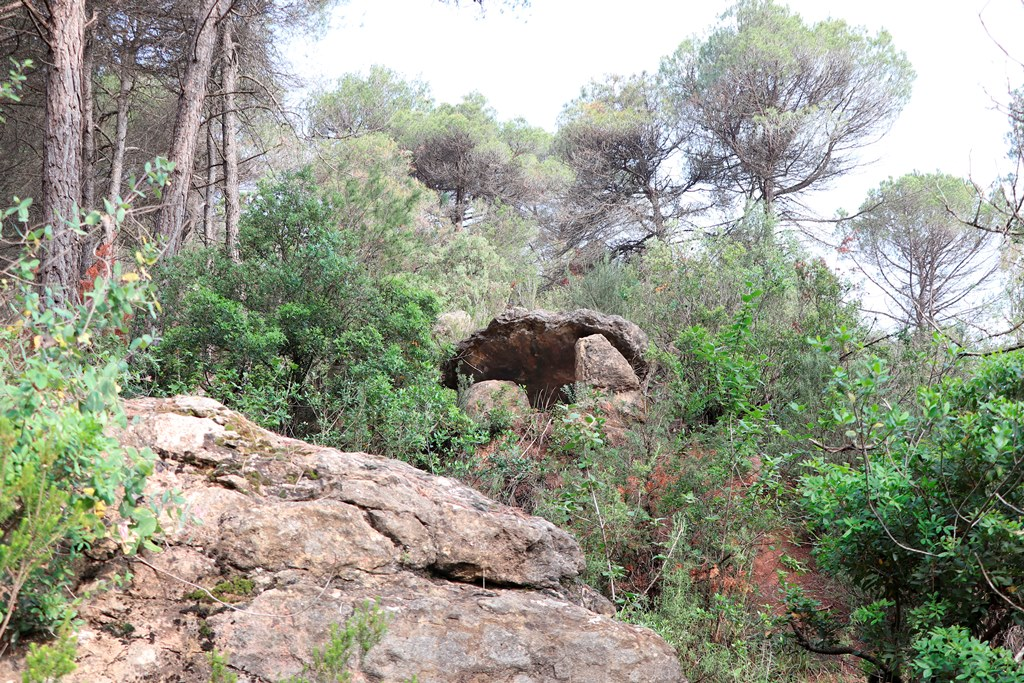
Dolmen del Duc I
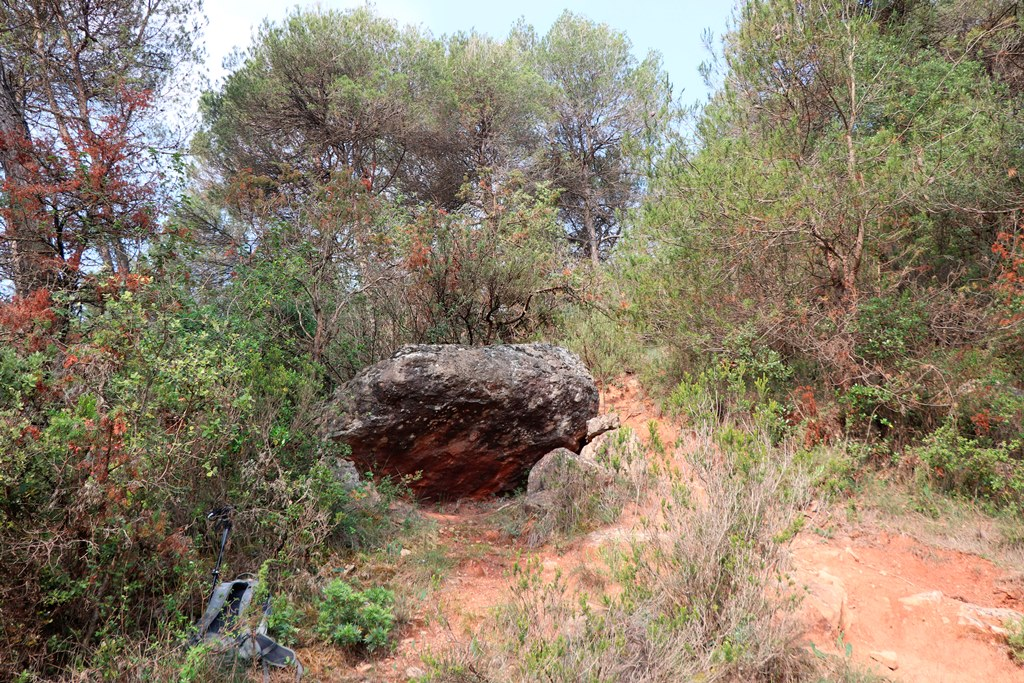
Paradolmen del Duc II